# L'Échelle-le-Franc
L'Échelle-le-Franc est une localité de la commune de Montmirail et une ancienne commune française, située dans le département de la Marne en région Grand Est.
Avant la fusion avec Montmirail, la commune portait le nom de L'Échelle.

## Géographie
La commune avait une superficie de 14,21 km2

## Histoire
La commune d'Échelle a été créée lors de la Révolution française. Le 23 février 1967, elle est supprimée à la suite d'un arrêté préfectoral du 20 décembre 1966. Son territoire est alors rattaché à la commune voisine de Montmirail par le même arrêté.

## Administration
Jusqu'à sa suppression en 1967, la commune faisait partie du canton de Montmirail dans le département de la Marne. Elle portait le code commune 51221. Elle appartenait aussi à l'arrondissement d'Épernay depuis 1801 et au district de Sézanne entre 1790 et 1795. La liste des maires d'Échelle est :
| Période                                  | Période | Identité | Étiquette | Qualité |
| ---------------------------------------- | ------- | -------- | --------- | ------- |
|                                          |         |          |           |         |
| Les données manquantes sont à compléter. |         |          |           |         |

## Démographie
Jusqu'en 1967, la démographie d'Échelle était :
| 1793 | 1800 | 1806 | 1821 | 1831 | 1836 | 1841 | 1846 |
| ---- | ---- | ---- | ---- | ---- | ---- | ---- | ---- |
| 245  | 268  | 301  | 263  | 264  | 294  | 296  | 285  |

| 1851 | 1856 | 1861 | 1866 | 1872 | 1876 | 1881 | 1886 |
| ---- | ---- | ---- | ---- | ---- | ---- | ---- | ---- |
| 287  | 284  | 305  | 277  | 269  | 246  | 242  | 261  |

| 1891 | 1896 | 1901 | 1906 | 1911 | 1921 | 1926 | 1931 |
| ---- | ---- | ---- | ---- | ---- | ---- | ---- | ---- |
| 257  | 244  | 216  | 236  | 230  | 218  | 241  | 223  |

| 1936 | 1946 | 1954 | 1962 | - | - | - | - |
| ---- | ---- | ---- | ---- | - | - | - | - |
| 218  | 205  | 187  | 192  | - | - | - | - |